# Fourteenth Street Theatre
Fourteenth Street Theatre est un ancien théâtre qui était situé à New York au 107 West 14e Rue juste à l'ouest de la Sixième Avenue.

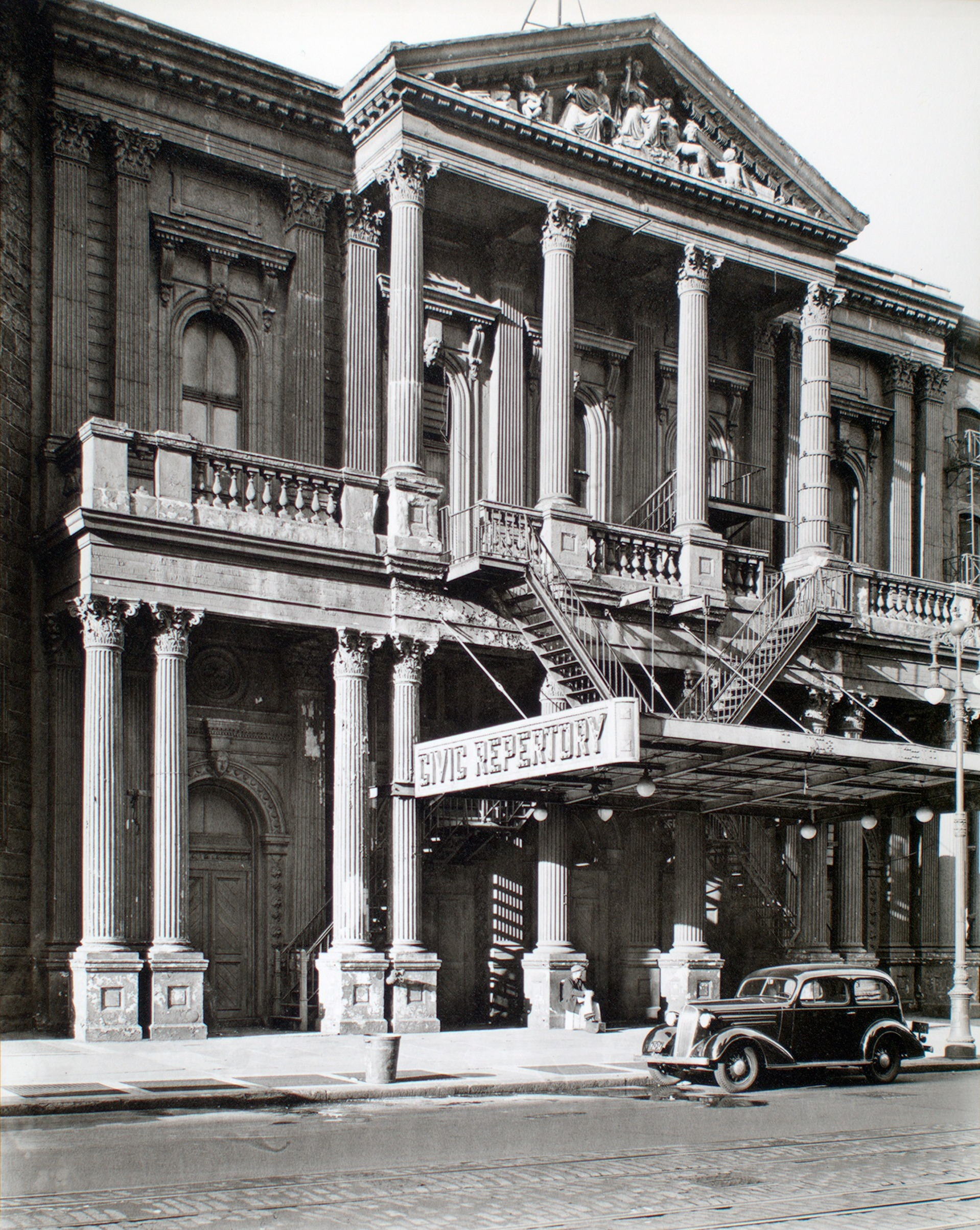
Le théâtre en 1936

Il a ouvert en 1866 sous le nom de « Theatre Francais » et proposait des spectacles en langue française.
Il a été renommé « Lyceum » en 1871. En 1879, le producteur  J.H. Haverly le renomme « Haverly's 14th Street Theatre », et dans les années 1880 il prend le nom de « Fourteenth Street Theatre ».
Dans les années 1910 il est utilisé en tant que cinéma, jusqu'à ce que l'actrice Eva Le Gallienne en fasse le siège de sa compagnie théâtrale, et le renomme « Civic Repertory Theatre » en 1926. Elle y a monté 34 pièces avec succès, mais l'activité s'arrête en 1934 lors de la Grande Dépression. L'immeuble a été démoli en 1938,.